# Pierre Schaeffer
Pierre Henri Marie Schaeffer (Nancy, 14 augustus 1910 - Aix-en-Provence, 19 augustus 1995) was een Frans componist, die bekend werd als pionier op het gebied van de musique concrète, een uniek genre muziek dat meestal geassocieerd wordt met de Europese experimentele muziek uit de tweede helft van de 20e eeuw.

## Leven
Schaeffers ouders waren beiden musici, en aanvankelijk leek het of ook Pierre een muzikale carrière ambieerde. Hij studeerde aan de École Polytechnique en na een korte baan als telecommunicatie-ingenieur in Straatsburg vanaf 1934 krijgt hij werk in 1936 aan de 'Radiodiffusion Française' in Parijs. Daar begon hij in 1948 zijn experimenten met opnamen omdat hij interesse had in de uitdrukkingsmogelijkheden binnen de moderne muziek. Hij experimenteerde met achterstevoren afspelen van geluiden, het op lagere en hogere snelheid afspelen, en het in lagen overdubben van geluiden. Dit waren toen nog praktisch onbekende technieken. Zijn eerste volledige werk dat op die experimenten was gebaseerd was Étude aux chemins de fer (1948) waarin opnamen van treingeluiden zijn verwerkt.
Tegen die tijd had hij de groep Jeune France opgericht, die interesse had in theater en visuele kunstvormen, maar ook in de muziek. In 1942 schiep hij de Studio d'Essai (later bekend als de Club d'Essai), die een sleutelrol speelde in de activiteiten van het Franse verzet gedurende de Tweede Wereldoorlog, en een centrum werd van muzikale activiteit na de oorlog.
In 1949 ontmoette Schaeffer Pierre Henry. In 1951 richtte hij de Groupe de Recherche de Musique Concrète (GRMC) op als onderdeel van het Franse Radio Instituut. Dit gaf hem een nieuwe studio, waarin een tape-recorder aanwezig was. Dit was een belangrijke doorbraak voor Schaeffer die tot die tijd met draaitafels had gewerkt om zijn muziek te maken. Een van zijn studenten aan deze groep was de Franse componiste Éliane Radigue.
Schaeffer wordt gezien als de eerste componist die muziek vervaardigt met behulp van magneetbanden. Zijn voortdurende experimenten leidden ertoe dat hij A la recherche d'une musique concrète (De zoektocht naar Concrete Muziek) publiceerde in 1952, die een opsomming bevatte van zijn tot dan toe toegepaste methodes. Zijn enige opera was Orphée 53, die in 1953 in première ging.
Schaeffer verliet de GRMC in 1953 en hervormde de groep in 1958 tot de Groupe de Recherche Musicale (GRM - eerst zonder de "s", later met "s" tot GRMS). Een van zijn laatste stukken ontstond in 1959 onder de titel Etudes aux Objets
Schaeffer werkte als docent aan het Parijse Conservatorium tussen 1968 en 1980 nadat hij een cursus "fundamentele muziek en toepassing in het audiovisuele" had vormgegeven. Tegen het einde van zijn leven leed hij aan dementie. Hij overleed in Aix-en-Provence in 1995.

## Musique Concrète
Het begrip wordt vaak verkeerd begrepen als zijnde het maken van muziek uit geluiden uit de 'reële wereld", of uit geluid dat niet van muziekinstrumenten afkomstig is. Echter het is veeleer een poging om nieuwe wegen van muzikale expressie te zoeken. Traditioneel begon de klassieke of serieuze muziek vaak als een abstractie, als muzikale notaties op een stuk papier of ander medium, dat dan gereproduceerd werd tot hoorbare muziek. Musique concrète streeft ernaar om de concrete geluiden als uitgangspunt te nemen en deze te abstraheren naar een muzikale compositie.
Het belang van Schaeffers werk aan de musique concrète is drievoudig vanuit de hedendaagse muziek bezien.
Hij ontwikkelde het concept van het insluiten van elk mogelijk geluid in het muzikale idioom. Aanvankelijk concentreerde zijn werk zich op geluid dat niet van traditionele muziekinstrumenten afkomstig is. Vervolgens ontdekte hij dat het mogelijk is om de karakteristiek van de klank van een bestaand instrument te verwijderen, door bijvoorbeeld de attack te verwijderen, en zodoende een meer abstracte klank te verkrijgen.
Hij was ook een der eersten die opgenomen geluid ging manipuleren zodat het kon worden gebruikt in samenhang met andere geluiden om een compositie te construeren. Dit kan men zien als de voorloper van het hedendaagse samplen van geluid.
Voorts benadrukte hij het belang van 'spel' (in zijn woorden: jeu) in de schepping van muziek. Schaeffers idee van 'spel' komt van het Franse 'jouer', dat dezelfde dubbele betekenis heeft als het Nederlandse 'spelen' of Engelse 'to play': 'om je te vermaken door met je omgeving interactief te zijn', maar ook 'om een muziekinstrument te bedienen'. Dit dualisme ligt aan de grondslag van de musique concrète.

## Opnamen
- CDeMusic Distributie voor EMF / Electronic Music Foundation - ook INA-GRM Recordings